# Beatrix Karl
Beatrix Karl (ur. 10 grudnia 1967 w Grazu) – austriacka polityk, prawniczka i wykładowczyni akademicka, była minister, posłanka do Rady Narodowej.

## Życiorys
W 1986 ukończyła szkołę średnią w Feldbach. Podjęła studia prawnicze na Uniwersytecie w Grazu, uzyskując magisterium w 1991. Od tego samego roku zawodowo związana z tą uczelnią, jako asystent, adiunkt i profesor uniwersytecki. Stopień naukowy doktora uzyskała w 1995, habilitowała się w 2003.
Zaangażowała się także w działalność polityczną. W ramach Austriackiej Partii Ludowej. W 2006 po raz pierwszy została wybrana do Rady Narodowej, reelekcję do niższej izby austriackiego parlamentu uzyskiwała następnie w 2008 i w 2013. W latach 2009–2010 pełniła funkcję sekretarza generalnego ÖAAB, związanej z partią ludową organizacji pracodawców i pracowników.
26 stycznia 2010 dołączyła do koalicyjnego rząd Wernera Faymanna jako minister nauki i badań naukowych. Odwołana 20 kwietnia 2011, następnego dnia uzyskała nominację na ministra sprawiedliwości. Urząd ten sprawowała do 16 grudnia 2013.
W 2017 nie kandydowała do parlamentu. W 2018 została rządowym komisarzem do spraw Expo 2020 w Dubaju.